# Parc olympique de Montréal
 (mai 2023).
Si vous disposez d'ouvrages ou d'articles de référence ou si vous connaissez des sites web de qualité traitant du thème abordé ici, merci de compléter l'article en donnant les références utiles à sa vérifiabilité et en les liant à la section « Notes et références ».
Le Parc olympique de Montréal est un parc urbain situé dans l'est de la ville de Montréal. Il comprend le Stade olympique de Montréal, bordé par une vaste esplanade, la Tour de Montréal, plus haute tour inclinée au monde et un Centre sportif, avec ses sept bassins de diverses grosseurs, dont une piscine olympique. Le Parc olympique est la propriété du Gouvernement du Québec et la Société de développement et de mise en valeur du Parc olympique, fiduciaire de cet équipement, relève du Ministère du Tourisme. Le quadrilatère englobant le Parc olympique comprend une dizaine de partenaires privés et publics, dont l'organisme Espace pour la vie, et l'équipe de football l'Impact de Montréal, qui évolue au Stade Saputo.
Il est situé dans l'arrondissement de Mercier–Hochelaga-Maisonneuve.
En mai 2023, un nouveau « site événementiel » est annoncé pour le Parc olympique, qui permettra d’offrir « des opportunités supplémentaires aux promoteurs, avec la possibilité d’occuper l’espace situé au pied de la Tour, le terrain de pratique de soccer ainsi que le sentier Morgan, selon la configuration souhaitée ».
En mars 2024, un incendie force la fermeture du centre sportif du Parc olympique de Montréal et des étages locatifs de la Tour de Montréal.